# Bombay Dreams
Bombay Dreams es un musical con temática de Bollywood, con música de AR Rahman, letra de Don Black y libreto de Meera Syal y Thomas Meehan, originalmente producido por Andrew Lloyd Webber . La producción de Londres se inauguró en 2002 y duró dos años. El musical se produjo más tarde en Broadway en 2004.

## Argumento
La historia se centra en Akaash, un joven de los barrios marginales de Bombay que sueña con convertirse en la próxima gran estrella de Bollywood. El destino interviene cuando un rico abogado y su prometida, una aspirante a documentalista, llegan para evitar la demolición del barrio pobre de Akaash. Akaash se enamora rápidamente de la prometida del abogado, Priya, que resulta ser la hija de un famoso director de Bollywood. Surgen complicaciones cuando Akaash se enfrenta a la realidad del mundo del espectáculo, la fama, su amor por Priya y sus obligaciones con su familia, amigos y su barrio pobre de Paradise.
La historia también trata sobre el cambio de nombre de Bombay a Mumbai y los problemas de identidad que esto plantea.

## Producciones
Bombay Dreams se estrenó en el West End en el Apollo Victoria Theatre el 19 de junio de 2002 y cerró en junio de 2004. El elenco original incluía a Preeya Kalidas como Priya, Raza Jaffrey como Akaash, Ayesha Dharker como Rani, Dalip Tahil como Madan y Ramon Tikaram como Vikram. 
El musical se estrenó en Broadway en The Broadway Theatre el 29 de abril de 2004 y cerró el 1 de enero de 2005 después de 284 funciones. El director fue Steven Pimlott, con coreografía de Farah Khan y Anthony Van Laast, y diseño escénico y de vestuario de Mark Thompson. El elenco contó con Manu Narayan como Akaash y Madhur Jaffrey como Shanti. La trama, el formato y los personajes de Bombay Dreams se revisaron varias veces. Se reescribió el libro del musical y se cortaron muchas canciones y se agregaron otras canciones al espectáculo para la presentación en Broadway. 
Una nueva producción producida por el Teatro de las Estrellas de Atlanta y la Asociación de Presentadores Independientes comenzó una gira por América del Norte en febrero de 2006 en el Centro de Artes Escénicas del Condado de Orange en Costa Mesa, California.

## Recepción
En el Reino Unido, la producción recaudó un estimado de £ 5 millones en el teatro del West End de Londres en marzo de 2004, equivalente a US$9,2 million . En junio de 2004, el programa fue visto por más de 1,5 millones de personas en el Reino Unido. En los Estados Unidos, la producción vendió 552 954 boletos y recaudó $ 22 437 579 en el Teatro Broadway en enero de 2005. En conjunto, la producción vendió más de 2,1 millones de boletos en el Reino Unido y el teatro de Broadway, y recaudó aproximadamente US$32 million en los teatros del West End y Broadway.[cita requerida]
The Original London Cast Album, compuesto por AR Rahman, recibió una certificación Gold y vendió 250.000 unidades en el Reino Unido. El álbum también fue uno de los más vendidos en India. 

## Nominaciones
- Premio Tony al mejor diseño de vestuario : Mark Thompson (nominado)
- Premio Tony a la mejor coreografía : Anthony Van Laast (nominado), Farah Khan (nominado)
- Premio Tony a las mejores orquestaciones - Paul Bogaev (nominado)
- Coreografía destacada del premio Drama Desk (nominado)
- Drama Desk Award Orquestaciones destacadas (nominado)
- Premio Drama Desk a la mejor escenografía de un musical (nominado)
- Premio Drama Desk al Mejor Diseño de Vestuario (nominado)

## Adaptación cinematográfica
El 14 de mayo de 2010, se suponía que Marquee Pictures produciría una adaptación cinematográfica del musical con Deepa Mehta dirigiendo la película.